# Dieu ne joue pas aux dés
Dieu ne joue pas aux dés est un essai du biologiste et philosophe Henri Laborit publié en 1987 aux Éditions Grasset & Fasquelle.
Cet essai a pour vocation de vulgariser les concepts et découvertes de physique quantique afin de tenter de les rapprocher du fonctionnement des organismes vivants et d'essayer de comprendre comment, au travers de différents niveaux d'organisation imbriqués, la matière peut s'auto-organiser pour devenir vivante.
Le titre du livre emprunte la célèbre phrase d'Albert Einstein  au congrès Solvay de 1927 (« Gott würfelt nicht ») par laquelle ce dernier exprimait son opposition à l'interprétation probabiliste de la mécanique quantique par l'École de Copenhague autour de Niels Bohr. 
Avec cet ouvrage, Henri Laborit trace le sillon initié avec Du soleil à l'homme (1963) qui portait sur « l'organisation énergétique des structures vivantes »  et qu'il avait creusé plus avant avec La Nouvelle Grille (1974) en s'intéressant à la biologie du comportement naissante. Laborit tente par une réflexion non scientifique teintée de poésie de comprendre les analogies et liens pouvant unir la physique quantique et la biologie.